# 剃毛プレイ
剃毛プレイ（ていもうプレイ）は、性行為としての剃毛の呼称。主にBDSMなどで行われ、羞恥プレイの一種として認識されている。

## 陰毛の剃毛
剃毛は19世紀以降手術の準備段階などで行われる処置として一般的に女性看護師によって行なわれることが多かった（剃毛の項参照）。特に虫垂炎（俗に盲腸）の手術では広く行われていた。性器周辺の体毛を他人（異性）に剃られる体験（あるいは、被虐者の性器周辺の体毛を剃る行為）に特異な性的興奮を覚える層が性的プレイとして持ち込むことがあり、イメージプレイやコスチュームプレイの側面ももつ。そのため医療における剃毛は頭髪、腋毛など体毛全てに対する処置なのに対し、剃毛プレイで扱われるのは主に陰毛のみである。
また、陰毛は思春期において発毛が始まり身体の成長がほぼ完成する頃に生え揃うため、成人の象徴として意識されていることが多い。これを他者が半ば強制的に除去するというシチュエーションは被験者に年齢にそぐわない裸体であるという屈辱感を強く与え、マゾヒストにとっては被虐的陶酔のもととなる。完全に剃毛が終わるといわゆるパイパンの状態となるため、その後は公衆浴場などで強制的に無毛を晒すなど無毛を意識したプレイが展開されることが多い。ロリータ・コンプレックス（ロリコン）の気がある場合にも無毛嗜好が存在する。陰毛を失うと、女性の場合は外性器が丸見えになるという自意識が生まれ、羞恥心を刺激する。特に西欧圏では毛色が目立たないため地域、文化により腋毛ですら剃るという概念が定着していない場合もあるため、剃毛に対する羞恥・屈辱が強い場合もある。
一方男性の場合は陰茎付け根部分が露出し、成人男性としては非常に不恰好に見えるため、こちらも性別固有の羞恥心を煽る。剃毛後数日で陰毛が再び伸びると短い毛先がちくちくと皮膚を苛み、軽い痛みを感じる。その痛みも被虐的快感の一助となる場合もある。
一方でサディストにとっては、被虐者の陰毛を剃る行為は、上記のような事由も踏まえて、相手の心身に対するある種の征服感・所有感、さらには自分だけがこの行為を行った（行える）という独占欲の充足感・優越感などにも通じ、その意味でも愛好されている。
アダルトビデオでも古くから羞恥プレイとしての女優の陰毛の剃毛は広く行われている他、陰毛の存在を嫌う視聴者からの人気を獲得するために撮影前に自ら剃毛して陰毛を無くしてしまう女優（特に上記のようなロリコンの気がある男性をファン層のターゲットとする童顔・貧乳などの特徴を持つロリ系女優）も多い。
余談だが男性側は陰毛を完全に剃毛している女性器を好むのに対し、女性側も同様に剃毛された男性器を好むが、その場合は完全に手入れしているものよりは多少残して整えてある方が印象がよいという意見もある。

## 陰毛以外の剃毛
陰毛以外の体毛のうち、その除去が特に性的興味の対象となりやすいものには女性の頭髪がある。「髪は女の命」などの句を挙げるまでもなく、頭髪は古来から女性的魅力の象徴として扱われてきており、この観念を持ったものにとって頭髪の除去は女性としての価値の否定を意味する。このため、剃髪行為への興味を示す者は少なからずいるが、剃髪・断髪への興味を持つのは比較的サディスト（この場合男性）側に偏っており、マゾヒスト（この場合女性）側ではさほどメジャーな嗜好ではない。
実際においては、実生活への影響が大きすぎることや完全なスキンヘッドでは性的魅力を失いすぎることなどから性行為としての剃髪が現実に実行される例は少なく、性行為のジャンルとしては確立されていない。一方、これより現実的な嗜好としては長髪を切断する断髪があり、こちらは前述の問題をかなり解消しているが、プレイジャンルとしての規模は不明である。